# 国务重臣
英国的國務重臣（英語：Great Officer of State）是一系列歷史悠久的皇家官職。這些職位原先是朝廷中最爲位高權重的職位，但隨著歷史演變，今天多數只具有禮儀性質，少數則演變成現代政府内的政治官職。由於現代的聯合王國各部分在歷史上有獨立的王統，因此英格蘭和蘇格蘭至今仍各有一班國務重臣。愛爾蘭在建立共和之前也有自己的國務重臣。歷史上，國務重臣權力的削弱基本由兩种因素造成：第一，在專制王權時代，由於權重震主，國王削弱某一官職的職權或逕自讓此職位懸空；第二，在民主時代，由於某一官職為世襲職位，不再具有由選舉得來的執政合法性，而失去實際權力，僅保留儀式功能。
國務重臣不是內閣重臣：後者是内閣制下最重要的四個政治官職，是現代政治意義上的四大重臣。國務重臣也不是皇室内廷（Royal Household）官職：国务重臣是御前官職，是君主行使王權時（象徵性的）輔佐，而内務官職僅為輔理内廷事務的官員。部分國務重臣官職原來同時擁有御前和内廷職責，後來部分官職的職責細分出對應的内廷或御前官職：例如國務重臣中總管大臣（Lord High Steward）的内廷職責被内廷總管（Lord Steward）取代，御前職責則被最高司法官（Chief Justiciar）取代。

## 英格蘭及威爾斯
下列為英格蘭王國的國務重臣（即英格蘭和威爾斯）：
| 排名 | 職位       | 現任                                       | 備注 |
| ---- | ---------- | ------------------------------------------ | --- |
| 1    | 總管大臣   | 懸空                                       | 實際職責改由最高司法官（Chief Justiciar）負責（最高司法官一職亦已被廢除）；原有的内廷職責則改由宮內大臣（Lord Steward）負責。現除了在君主加冕禮上會暫時委任一人出任總管大臣以執行儀式外，此職位會保持空置。 |
| 2    | 大法官     | 馬曼婷 司法大臣                            | 大法官一職出缺時職務由國璽大臣（Lord Keeper of the Great Seal）暫代（國璽大臣一職最後一次獲委任是於1757年）。                                                                                               |
| 3    | 庫務大臣   | 交由財政部專員委員會負責                   | 實際職責已改由財政大臣（身兼「第二財政大臣」一職）負責。從1905年起首相也兼任第一財政大臣。助理財政大臣（Junior Lords of the Treasury）則一般由政府黨鞭擔任，人數不定（一般為四至六人，現為六人）。          |
| 4    | 樞密院議長 | 布樂詩 下議院領袖                          | |
| 5    | 掌璽大臣   | 沈安琪女男爵 上議院領袖                    | |
| 6    | 掌禮大臣   | 職位由數人共同持有；職務現由卡靈頓勳爵擔任 | 實際職責已改由庫務大臣負責；原有的内廷職責則改由宮務大臣（Lord Chamberlain）負責。 |
| 7    | 宮廷長官   | 托尼·拉达金                                | 實際職責已改由司禮大臣負責；原有的内廷職責則改由大司马（Master of the Horse）負責。 |
| 8    | 司禮大臣   | 第十八代諾福克公爵                         | 原有的内廷職責已改由大司马（Master of the Horse）負責。 |
| 9    | 海軍大臣   | 懸空                                       | 1708年至1964年間交由海軍本部委員會（Board of Admiralty）負責。 |

在诺曼征服後，英格蘭采用了與諾曼第同樣的内廷設置（諾曼第内廷則是借鑒法國内廷而設置），即設總管（Steward）、內侍（Chamberlain）和統帥（Constable）三職。這些官職原來同時擁有御前和内廷職責，後來部分官職的職責細分出對應的内廷或御前官職，部分則完全被新的官職所取代。總管大臣和掌禮大臣的政治職責分別被最高司法官和庫務大臣所替代，而内廷職責則由具有相似頭銜的内廷官職接手。司禮大臣替代宮廷長官而職掌軍隊。雖然司法官一職曾經位在財務大臣之上，權高位重，但在1231年後此職就被財務大臣取代。
雖然大部分國務重臣一開始均爲世襲職位，部分職位現已改作委任職位。總管大臣一職在1399年前一直由歷代萊斯特伯爵擔任（時年以萊斯特伯爵為次等頭銜的蘭卡斯特公爵即位為亨利四世）；而且從1421年開始此職位只會在特殊場合時（如君主加冕禮、和在1948年前聆訊貴族時）才會被臨時委任。掌禮大臣至今仍是世襲職位，一開始由歷代牛津伯爵擔任。此職位及後傳至林賽伯爵，再傳至他的數名後代，每人各持掌禮大臣一職的部分份額。實際上執行職務的人選是由林賽伯爵的後代們以「副掌禮大臣」之名輪流擔任。宮廷長官一職在1373年前一直由歷代赫里福德伯爵擔任，及後曾傳至不同家族，但在1521年開始此職位和總管大臣一樣只會在君主加冕禮時才會被臨時委任（時年第三代白金漢公爵被判叛國，並被沒收財產及處決）。而司禮大臣一職則是至今仍由歷代諾福克公爵擔任，但當在任公爵因獲罪被斬時，君主則會任命其他貴族以暫代職務。由於歷代公爵歷來信奉羅馬天主教，在1824年前公爵須任命一名信奉新教的貴族出任「副司禮大臣」以執行職務。
除了改作委任外，部分國務重臣職位則是改由一委員會負責（in commission） ，由數名專員聯合執行原國務重臣所持的職務。財務大臣一職從1714年起改由財政部專員委員會（Lords Commissioners of the Treasury）負責職務（1612年至1714年期間也曾偶然改由委員會負責），委員會成員包括首相（以第一財政大臣身份出席）、財政大臣（以第二財政大臣身份出席），以及政府黨鞭（以助理財政大臣身份出席）。海軍大臣一職從1708年至1964年間也曾由委員會負責，但在1964年後職位重歸君主所有，現爲在位君主的私人封賞。伊麗莎白二世的皇夫爱丁堡公爵菲利普亲王在他九十歲大壽時獲任命為海軍大臣。剩下的其餘職位則演變為政府内的政治官職：大法官、樞密院議長、掌璽大臣此三個職位均現由君主在首相的建議之下任命。大法官同時兼任司法大臣一職；樞密院議長和掌璽大臣則是一般由内閣成員——現爲下議院領袖及上議院領袖——兼任，以讓他們可以向政府領薪（上下議院領袖均非正式職位，不由君主任命，並不支薪）。
眾國務重臣職位大部分現只具有禮儀性質，而不再具有任何實際職務。總管大臣、掌禮大臣、宮廷長官，以及司禮大臣均曾作為世襲官職，擁有相當大的權力，但現只具有禮儀性質。財務大臣、宮廷長官和海軍大臣原先是爲了分別主理財政、軍事和海軍事務而設，樞密院議長則是負責主持樞密院的會議。雖然掌璽大臣理論上是負責保管君主私璽，但其現只算作一閑職，並無特定職務。至今仍可算作政府内部重要官位的國務重臣則只有大法官一職，其作為內閣閣臣負責司法部（前身為大法官部和憲制事務部）的運作，並為國璽的保管人。
當大法官一職出缺，或非由貴族出任時，國璽掌官則會暫時作爲國璽之保管人而被任命。儘管一開始只負責保管國璽，在十七世紀後期國璽掌官（改稱國璽大臣）與大法官一職除了頭銜外並無二致。國璽大臣由庶民出任，而大法官就由貴族出任。
《1999年上議院法令》廢除了世襲貴族自動出任上議院議員的權利，但保留擔任掌禮大臣和司禮大臣的世襲貴族之議員資格，以確保他們能行使職權。而在《2005年憲制改革法案》通過後，英格蘭及威爾斯首席法官取代大法官成爲英格蘭和威爾斯地區的司法首長，並由上議院議長取代大法官負責主持上議院會議。

## 蘇格蘭
在蘇格蘭，「officer of state」一詞除了指代國務重臣外，也包括其他由君主任命的重要職位。如同英格蘭一樣，很多官職均是世襲職位。一部分的官職在《1707年聯合法令》生效後被廢除，或是與英格蘭的對應職位合併。

### 國務官職（Officers of State）
| 排名               | 職位                                 | 備注!! 現任      |                          |
| 主要官職           | 主要官職                             | 主要官職         | 主要官職                 |
| ------------------ | ------------------------------------ | ---------------- | ------------------------ |
| 1                  | 大法官（Lord High Chancellor）       |                  | 與英格蘭大法官一職合併   |
| 2                  | 財務大臣（Lord High Treasurer）      |                  | 與英格蘭財務大臣一職合併 |
| 3                  | 掌璽大臣（Lord Privy Seal）          |                  | 1922年起懸空             |
| 4                  | 内政大臣（Lord Secretary）           |                  | 廢除                     |
| 次要官職           |                                      |                  |                          |
| 5                  | 文案主事官（Lord Clerk Register）    |                  | 卡勒斯芬的馬凱勳爵       |
| 6                  | 檢察總長（Lord Advocate）            |                  | 詹姆斯·沃爾菲, QC        |
| 7                  | 副財務大臣（Treasurer-depute）       |                  | 廢除                     |
| 8                  | 主事官（Lord Justice Clerk）         |                  | 道林女勳爵               |
| 9                  | 萊昂紋章官（Lord Lyon King of Arms） |                  | 約瑟夫·約翰·莫羅, QC     |
| 合併至其他國務官職 |                                      |                  |                          |
|                    | 主計長（Comptroller）                | 併至財務大臣一職 | 參見其他官職             |
|                    | 資政官（Master of Requests）         | 併至内政大臣一職 | 參見其他官職             |

雖然「皇家官職」一詞一般用作指代另一類國務重臣，但偶然也會用作稱呼上述官職。

### 皇家官職（Officers of the Crown）
| 排名 | 職位                                        | 備注                                               | 現任                                               |
| ---- | ------------------------------------------- | -------------------------------------------------- | -------------------------------------------------- |
| 1    | 樞密院議長（Lord President of the Council） | 1708年樞密院被廢除 Privy Council abolished, 1708   | 廢除                                               |
| 2    | 掌禮大臣（Lord High Chamberlain）           |                                                    | 1703年後職位歸君主所有 Resigned to the Crown, 1703 |
| 3    | 總務官（Lord High Steward）                 | 職位歸君主所有，並作爲羅撒西公爵的附屬頭銜賜予王儲 | 羅撒西公爵威爾斯親王                               |
| 4    | 總管大臣（Lord High Constable）             |                                                    | 埃羅爾伯爵                                         |
| 5    | 司禮大臣（Earl Marshal）                    |                                                    | 於1715年被剝奪                                     |
| 6    | 海軍大臣（Lord High Admiral）               |                                                    | 與英格蘭海軍大臣一職合併                           |

與國務官職不同，皇家官職並不會參與政事。

### 歷史
蘇格蘭的内廷制度藉鑒自法國在廢掉宮相後設置的制度：法國内廷置七名皇家官職，分別為王室統帥（High Constable）、海軍統帥（High Admiral）、大法官（High/Great Chancellor）、大司法官（Great Justiciar）、內務大臣（Grand Chamberlain）、大書記官（Great Prothonotary），和王室總管（Great Steward/Seneschal）。馬爾科姆二世即位時大書記官一職已經絕嗣，大司法官一職則被首席大法官（Lord Justice General）一職取代。
皇家官職中總管大臣一職世代由埃羅爾伯爵繼承；而司禮大臣一職原是由歷代基思家族族長所持，但在族長於1716年因叛國而被處決後此職位就懸空至今；其他職位則均由君主委任。如同英格蘭的國務重臣，大部分職位現只具有禮儀性質，不再具有任何實際職務。
在1707年與英格蘭合併前蘇格蘭按國會法令規定共有八個國務官職：大法官、財務大臣、掌璽大臣，和內政大臣屬於主要官職，文案主事官、檢察總長、副財務大臣，和主事官屬於次要官職。爲此原設的主計長和資政官需分別併至財務大臣和内政大臣。大法官、財務大臣、副財務大臣、內閣大臣和樞密院議長等的官職在與英格蘭合併後遭裁撤，因此現存的國務官職大部分與蘇格蘭的司法制度有關。首席大法官一職原是只由貴族擔任，但在1836年職位與蘇格蘭高等民事法院院長合併後，現為蘇格蘭境内司法機構和各級法院的首長；文案主事官負責處理生死登記和舉行選舉以選出貴族代表前往上議院議事；檢察總長為蘇格蘭一衆檢控官的首長；主事官則是副首席大法官；萊昂紋章官則是萊昂紋章法庭的法官，對紋章相關事務有管轄權。